# Marine Brenier
Pour les articles homonymes, voir Brenier.
Marine Brenier, née le 11 août 1986 à Nice, est une femme politique française.
Adjointe au maire de Nice depuis 2008, elle est présidente des Jeunes Républicains entre 2015 et 2017, et députée entre 2016 et 2022, élue dans la cinquième circonscription des Alpes-Maritimes.
Députée Les Républicains, elle est commissaire aux affaires sociales à l'Assemblée nationale, membre de la Commission nationale d'investiture des Républicains et également membre des partis politiques Soyons libres, fondé par Valérie Pécresse, et La France audacieuse, fondé par Christian Estrosi.

## Biographie

### Origines et études
Issue d'une famille niçoise, elle est la fille d'un couple de dentistes.
Après avoir suivi des études de droit à la faculté de Nice, elle est diplômée de deux masters à l'université d'Aix (dont un en droit de la santé) et exerce la profession de juriste aux affaires juridiques du CHU de Nice,.

### Débuts politiques
Elle est liée à Christian Estrosi par sa famille depuis sa jeunesse. Adolescente, elle participe à ses côtés à des réunions politiques locales, à Nice.
En 2007, elle adhère à l'UMP à la suite de la candidature de Nicolas Sarkozy à l'élection présidentielle et milite pendant la campagne. Elle devient la même année responsable des jeunes UMP des Alpes-Maritimes.
Élue conseillère municipale de Nice en 2008 à seulement 21 ans (elle ne siège en réalité qu'à partir de 2009), elle se voit chargée de la délégation au sport. En avril 2014, elle devient adjointe de territoire de la mairie de Nice, dirigée par Christian Estrosi. L'année suivante, elle est élue conseillère départementale.
En septembre 2015, Marine Brenier est élue présidente des Jeunes Républicains, dans un contexte de forte abstention (77,1 %) et avec près d'un tiers de votes blancs. Elle était la seule liste candidate, ce qui suscite des critiques sur le verrouillage du scrutin,.
À contre-courant de son parti qui y était majoritairement opposé, elle soutient le projet de loi autorisant le mariage entre personnes du même sexe.

### Députée (2016-2022)
À la suite de la démission de Christian Estrosi de son poste de député de la 5e circonscription des Alpes-Maritimes, elle est investie le 5 avril 2016 pour représenter Les Républicains à cette élection. Son suppléant est Christian Estrosi. Le scrutin a lieu les 22 et 29 mai. Elle obtient 47 % des voix à l'issue du premier tour, puis 64 % au second tour, et est donc élue députée. Âgée de 29 ans, elle devient alors la vice-benjamine de l'Assemblée nationale, après Marion Maréchal.
Elle démissionne du conseil départemental des Alpes-Maritimes le 23 juin 2016.
Elle soutient Nicolas Sarkozy pour la primaire présidentielle des Républicains de 2016. Dans le cadre de sa campagne, elle est nommée oratrice nationale chargée de la jeunesse. Malgré la défaite de ce dernier au profit de François Fillon, elle reste présidente des Jeunes Républicains. Sous sa présidence a lieu en février 2017 un remaniement du bureau national des Jeunes Républicains, qui est critiqué par plusieurs militants, qui évoquent une « purge », un « déni de démocratie » ou encore « une chasse aux sorcières »,.
Elle soutient le candidat LR François Fillon, qui échoue à l'élection présidentielle. Elle signe ensuite une tribune de soutien à Emmanuel Macron pour le second tour du scrutin, qui oppose le candidat En marche à Marine Le Pen. La République en marche ne lui oppose pas de candidat lors des élections législatives, le président de la commission d'investiture de LREM, Jean-Paul Delevoye, indiquant que cela « fait partie des gestes politiques que nous avons faits à l’égard de celles et ceux qui ont manifesté avec sincérité leur volonté de soutenir le projet présidentiel ». Elle l'emporte au second tour face à la candidate du Front national avec 61,21 % des voix, soit le meilleur score obtenu par un candidat LR dans les Alpes-Maritimes. 
Le 11 juillet 2017, elle est suspendue de ses fonctions de présidente des Jeunes Républicains, notamment en raison de son rapprochement avec Emmanuel Macron et du fait que, statutairement, elle est trop âgée pour être encore membre du mouvement de jeunesse LR.
À l'Assemblée, elle rejoint à son arrivée en 2017 le groupe Les Constructifs : républicains, UDI, indépendants, pour le quitter en janvier 2018, rejoignant celui de LR.
Le 14 janvier 2020, Marine Brenier est condamnée par la cour d'appel d'Aix-en-Provence à verser 1 000 euros de dommages et intérêts à son adversaire lors de l'élection législative de 2016 : elle était accusée d'irrégularités (affichage en dehors des emplacements autorisés, tweet électoral le jour du premier tour, etc.).
En tant que membre de la commission d'enquête chargée d'évaluer les politiques publiques de santé environnementale, elle est nommée en avril 2020 rapporteure dans le cadre de la mission de suivi du financement de la Sécurité sociale à la suite de la crise du Covid-19. L'objectif de cette mission est double : contrôler l'action du gouvernement et s'assurer que les promesses d'aides soient bien tenues.
Marine Brenier se présente aux élections législatives 2022, investie par la coalition Ensemble. Elle avait quitté Les Républicains quelques jours auparavant. Elle reçoit le soutien de Nicolas Sarkozy. Elle affronte au deuxième tour Christelle D'Intorni, proche d'Éric Ciotti. Ce duel est vu dans le paysage politique comme un affrontement par procuration entre Christian Estrosi et Éric Ciotti. L'entre-deux-tours est particulièrement tendu, entre tweets acerbes, appels à la démission, retrait de délégations et plaintes en diffamation. Elle évoque « de loin la pire campagne que je n’ai jamais eue à faire ». Elle s’incline face à Christelle d’Intorni, avec 42,46 % des voix.

#### Loi sur la fin de vie
Sous la XVe législature, elle s'implique pour réformer la loi Léonetti, sur la fin de vie. Elle dépose ainsi le 17 décembre 2020 une proposition de loi visant à affirmer le libre choix de la fin de vie et à assurer un accès universel aux soins palliatifs en France. « Avec cette proposition de loi, la volonté est de répondre à toutes les situations pour éviter des souffrances causées par des maladies, notamment incurables. Toute personne capable majeure, en phase avancée ou terminale d’une affection grave et incurable, quelle qu’en soit la cause, provoquant une souffrance physique ou psychique qui ne peut être apaisée ou qu’elle juge insupportable, peut demander une assistance médicalisée pour mourir par une aide active ». Il s’agit ainsi d’offrir un droit supplémentaire aux personnes, souffrantes et en fin de vie, qui veulent partir dignement. Le 8 avril, le texte est examiné par l’Assemblée nationale mais il s’oppose à une obstruction parlementaire, avec plus de 3 000 amendements, dont une grande majorité déposée par le groupe Les Républicains,,.

### Depuis 2022
Après sa défaite aux élections législatives de 2022, elle redevient adjointe au maire de Nice, déléguée à la Famille et à la Petite enfance.

## Synthèse des résultats électoraux

### Élections législatives
| Année | Parti    | Parti     | Circonscription        | 1er tour | 1er tour | 1er tour | 2d tour | 2d tour | 2d tour |
| Année | Parti    | Parti     | Circonscription        | Voix     | %        | Rang     | Voix    | %       | Issue   |
| ----- | -------- | --------- | ---------------------- | -------- | -------- | -------- | ------- | ------- | ------- |
| 2016  |          | LR        | 5e des Alpes-Maritimes | 9 367    | 47,44    | 1er      | 11 733  | 64,09   | Élue    |
| 2017  | LR (UDI) | 11 090    | 5e des Alpes-Maritimes | 28,97    | 1er      | 19 424   | 61,21   | Élue    |         |
| 2022  |          | HOR (ENS) | 5e des Alpes-Maritimes | 10 400   | 26,14    | 1er      | 14 623  | 42,46   | Battue  |

### Élections départementales
| Année | Parti | Parti | Canton | Colistier    | 1er tour | 1er tour | 1er tour | 2d tour | 2d tour | 2d tour |
| Année | Parti | Parti | Canton | Colistier    | Voix     | %        | Rang     | Voix    | %       | Issu    |
| ----- | ----- | ----- | ------ | ------------ | -------- | -------- | -------- | ------- | ------- | ------- |
| 2015  |       | UMP   | Nice-2 | Bernard Asso | 5 833    | 42,71    | 1er      | 8 018   | 61,51   | Élue    |